# The Great Outdoors
The Great Outdoors es una película estadounidense de 1988 dirigida por Howard Deutch y escrita y producida por John Hughes. Fue protagonizada por Dan Aykroyd, John Candy, Stephanie Faracy y Annette Bening en su debut en el cine.

## Sinopsis
"Chet" Ripley (John Candy), su esposa Connie (Stephanie Faracy), y sus dos hijos Buckley "Buck" y Ben, están de vacaciones en un resort en Pechoggin, Wisconsin durante el verano. Todo va según lo planeado hasta que la hermana de Connie, Kate (Annette Bening), su esposo, Roman Craig (Dan Aykroyd), y sus hijas gemelas, Mara y Cara, se encargar de convertir las vacaciones en una pesadilla.

## Reparto
- Dan Aykroyd es Roman Craig.
- John Candy es Chester "Chet" Ripley.
- Stephanie Faracy es Connie Ripley.
- Annette Bening es Kate "Katie" Craig.
- Robert Prosky es Wally.
- Chris Young es Buckley "Buck" Ripley.
- Ian Giatti es Ben "Benny" Ripley.
- Lucy Deakins es Cammie.
- Lewis Arquette es Herm.